# Гелор Канга
Гелор Канга Каку (енгл. Guélor Kanga Kaku; Oјем, 1. септембар 1990) габонски је фудбалер који поседује и српско држављанство. Игра на средини терена, а тренутно наступа за Epoкспор.

## Каријера
Канга је у родном Габону наступао за Мангаспорт (2007—2010), Мисил (2010—2012) и Мунану из Либервила 2012/13. са којом осваја Куп Габона, да би 9. фебруара 2013. потписао уговор на три и по године са Ростовом.
У првој сезони, тачније у остатку сезоне 2012/13, пошто је стигао у фебруару, одиграо је 10 лигашких утакмица (осам као стартер) и постигао један гол, а наредне 2013/14, забележио је 24 меча (23 од првог минута), постигао три гола уз осам жутих и два црвена картона и освојио Куп Русије у време док је екипу предводио Миодраг Божовић, који је донео Ростову једини трофеј у историји. У сезони 2014/15. Канга је забележио 19 мечева у Премијер лиги Русије (17 у стартној постави) и постигао један гол. 
Канга је 1. јула 2016. постао играч Црвене звезде, са којом је потписао двогодишњи уговор. Напустио је клуб 2. фебруара 2018. када је потписао за Спарту из Прага. У Црвену звезду се вратио 31. јула 2020, потписавши трогодишњи уговор са клубом. У октобру 2022. продужио је уговор до лета 2025. године.

## Трофеји
Ростов
- Куп Русије : 2013/14.

Спарта Праг
- Куп Чешке : 2019/20.

Црвена звезда
- Суперлига Србије (5): 2017/18, 2020/21, 2021/22, 2022/23, 2023/24.
- Куп Србије (4): 2020/21, 2021/22, 2022/23, 2023/24.